# Begadkefat
A begadkefatok (בֶּגֶ״ד כֶּפֶ״ת) a héber nyelv egyik betűcsoportja. Hat betű tartozik ide: a b, g, d, k, p, t, melyeknek van ponttal jelzett kemény (ploziv) változata, valamint pont nélküli lágy (spirantizált) is. Az elnevezésnek nincs jelentése, a betűk összeolvasásából alakult mozaikszó.

## Elnevezés

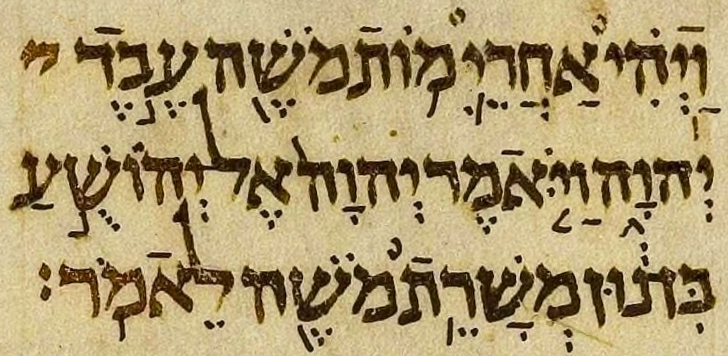
Az Aleppói kódex részlete (Józsué 1:1), a pontozatlan begadkefatok fölött jól látható ráfékkel.

A héber nyelvtani szemléletben a pontozott betűk tekintendők az "eredetinek", a pontozatlanok ezekből gyengültek le, így külön-külön a רָפֵא ráfé gyenge szóval szokás rájuk hivatkozni, tehát bét ráfe, gimel ráfe, stb. Az elnevezés egyben a ráfe mellékjelre is utal, mivel igényesen pontozott szövegben fölöttük ez kellene, hogy álljon (pl. בֿ פֿ).

## Betűk
| Ejtés  | Betűk | Betűk | Betűk | Betűk  | Betűk | Betűk | Betűk |
| ------ | ----- | ----- | ----- | ------ | ----- | ----- | ----- |
| kemény | בּ b   | גּ g   | דּ d   | כּ k    | פּ p   | רּ r   | תּ t   |
| lágy   | ב v   | ג g   | ד d   | כ ך ch | פ ף f | ר r   | ת t   |

A betűket "keményítő" pont a gyenge dáges (dáges lene).
A Bibliában szórványosan előforduló pontozott res alapján feltételezhető, hogy eredetileg annak is két kiejtése volt, ezért a betűcsoportot régebbi nyelvtanokban szokás begadkefart-nak is nevezni. (A négy darab pontozott álef (אּ) nem ide, hanem a mappíkhoz tartozik, lásd ott.)

## Kialakulás és kiejtés
Általános vélekedés szerint a héberbe a lágy ejtés a babiloni fogság alatt, az arámi nyelvből került át, az azzal való szoros érintkezés miatt. A lágy betűk általánosan elterjedt elnevezése a spirantizált:
- בּ b → valószínűleg egy bilabiális (IPA: β) állapoton keresztül → ב v
- גּ g → ג IPA: ɣ
- דּ d → ד IPA: ð, az angol the d-jének megfelelő ejtéssel
- כּ k → כ ch, megtalálható a magyar technika, mechanika szavak ch-jában, mikor ejtésük már nem k de még nem h
- פּ p → valószínűleg egy bilabiális (IPA: φ) állapoton keresztül → פ f
- רּ r → ר IPA: ʁ. A pontozott r a mi r-ünknek felelhetett meg, míg a pontozatlan egy a torokban hátul képzett alig pergő r, ami a modern kiejtésben is van. Előbbi az ejtésből kiesett, utóbbi vette át helyét mindenütt. (Innen érthető, mért soroljuk a rest sok esetben a torokhangzók közé.) (מַעַנֶה־רַּךְ maane-rrach lágy felelet, Péld 15:1)
- תּ t → ת IPA: θ, az angol thine d-jének megfelelő ejtéssel

A magyarul időnként rájuk alkalmazott "hehezetes" kifejezés azonban megtévesztő, az ebből következő bh, gh, dh, kh, ph, th átírások helytelenek és félreértésre adhatnak alkalmat, mivel e hangok nem tartalmaznak h-t.
Valamennyi lágy kiejtés megtalálható az arámi nyelvekben, valamint a bibliai arámi igényes olvasásakor is.
A klasszikus, a szefárd, valamint a modern izraeli ejtésben csak a b/v, k/ch, p/f különbözik, a többi kiejtése egyforma: g, d, t.
Askenázi ejtésben a pontozatlan t-ből sz lesz (szef. berésit, ask. brésisz kezdetben).

## Szövegbeli használatuk
A begadkefat-betűk kemény vagy lágy használatát lényegében egyetlen szabály koordinálja: amennyiben a begadkefat előtt magánhangzó vagy hangzó svá áll, a pont belőlük kiesik, kiejtésük lágy lesz: 
- כָּבֵד kávéd (káβéð) nehéznek lenni
- תַּחַת `tachat (`tachaθ) alatt.

Ez egyúttal azt is jelenti, hogy a keményen ejtett / ponttal ellátott begadkefatokat elsősorban a szavak elején találjuk. A fenti lágyítási szabály azonban olyan erős, hogy a kezdőbetű lágyulásához az is elég ha az előző szó magánhangzóra végződik: 
- הָיְתָה תֹהוּ וָבֹהוּ hájetá `θóhú vá`vóhú és lett kietlen és puszta (1Móz 1:2).

Ugyancsak a fenti szabály magyarázza, hogy a szó végén álló begadkefatok mindig lágy ejtésűek.
- Az egyetlen kivétel a Bibliában található אַל־תּוֹסְףְּ al-tószp! ne tégy hozzá! (nem tószpə; Péld 30:6).

### Begadkefatok kettőzése
A begadkefatokat kettőző erős dáges és az azokat csak keményítő gyenge dáges elkülönítésének - egyúttal a begadkefatok egyszerű vagy kettőzött ejtésének - szabálya: amikor pontozott begadkefat-betűk előtt magánhangzó vagy hangzó svá áll (azaz a pont az előtte álló hangzók ellenére sem esik ki a betűkből, lásd a fenti szabályt), akkor azok mindig kettőzöttek:
- כִּבֵּד kibbéd tisztelni (az első begadkefat kemény, a második kettőzött, a harmadik lágy)
- רַבִּים rabbím nagyok, sokak (רָבָה rává nagynak, soknak lenni)
- הִכָּה hikká leüt (נָכָה náchá ütni)
- וַיִּפַּח va|jjippach és|belelehelt (נָפַח náfach lélegezni )

Az erős dáges a begadkefatoknak mindig a kemény formáját kettőzi (másként: az erős dáges a kettőzés mellett a begadkefatokat automatikusan keményíti is), ezért a héberben nincs vv, chch, ff.